# Gornja Šatornja
Gornja Šatornja (em cirílico: Горња Шаторња) é uma vila da Sérvia localizada no município de Topola, pertencente ao distrito de Šumadija, na região de Šumadija. A sua população era de 494 habitantes segundo o censo de 2011.

## Demografia
| 1948 | 1953 | 1961 | 1971 | 1981 | 1991 | 2002 | 2011 |
| ---- | ---- | ---- | ---- | ---- | ---- | ---- | ---- |
| 826  | 858  | 818  | 747  | 705  | 622  | 558  | 494  |